# Zygmunt Twardowski
Zygmunt Twardowski herbu Ogończyk – cześnik poznański w latach 1650–1653, surogator poznański w 1648 roku.
W 1648 roku podpisał elekcję Jana II Kazimierza Wazy z województwa poznańskiego. Jako poseł na sejmie koronacyjny 1649 roku wyznaczony do lustracji dóbr królewskich w Prusach. Poseł na sejm 1649/1650 roku z sejmiku średzkiego województw poznańskiego i kaliskiego.